# ノーザンファーム
ノーザンファームは、北海道勇払郡安平町早来源武にある競走馬の生産牧場である。国内生産馬を「カタカナ」表記、海外生産馬を「ローマ字」表記としている。例えば、ドイツ生産のシュネルマイスターは、「Northern Farm」表記である。
社台グループに属する。
現在はノーザンファーム空港牧場に対して、本場は「ノーザンファーム早来」と呼ばれることもある。

## 歴史

### 社台ファーム早来時代
- 1967年、吉田善哉が「社台ファーム早来」を北海道勇払郡早来町に設立。
- 1976年、ノーザンテーストを購入。
- 1980年、社台ダイナースサラブレッドクラブ（現在の社台サラブレッドクラブ）を設立。
- 1988年、日本ダイナースサラブレッドクラブ（現在のサンデーサラブレッドクラブ）を設立。
- 1989年、トニービンを購入。
- 1991年、サンデーサイレンスを購入。
- 1993年8月13日、創業者吉田善哉が死去。

### ノーザンファーム時代
- 1994年1月、社台ファーム分割により「社台ファーム早来」が「ノーザンファーム」となる。
- 1999年、シーヴァで海外GI初制覇。
- 2005年、ディープインパクトでクラシック三冠達成。
- 2010年、アパパネで牝馬三冠達成。秋、滋賀県甲賀市信楽町神山にノーザンファームしがらきを開場。
- 2011年9月、天栄ホースパーク（福島県岩瀬郡天栄村）を買収し「ノーザンファーム天栄」と名称を変更。これに伴い、従来利用していた山元トレーニングセンターからは全面撤退した。
- 2012年、ジェンティルドンナで牝馬三冠達成。
- 2018年、アーモンドアイで牝馬三冠達成。
- 2023年、リバティアイランドで牝馬三冠達成。

## 代表者等
代表
吉田勝己
- ノーザンホースパーク代表取締役
- 社台スタリオンステーション代表取締役

副代表
吉田俊介
- サンデーレーシング代表取締役

ゼネラルマネージャー
中島文彦
場長
津田朋紀

## 本場以外の施設・関連会社
- ノーザンファーム空港牧場（北海道苫小牧市字美沢）
- 株式会社ノーザンホースパーク（北海道苫小牧市字美沢）
- ノーザンファームYearling（北海道勇払郡安平町早来富岡）
- ノーザンファーム天栄（福島県岩瀬郡天栄村）
- ノーザンファームしがらき（滋賀県甲賀市信楽町神山）
- 有限会社ノーザンレーシング（北海道勇払郡安平町早来源武）
- 有限会社サンデーサラブレッドクラブ
- 有限会社サンデーレーシング（東京都港区）

## 日本中央競馬会（JRA）収得賞金
- 2001年 収得賞金：40億1904万円（2位）
- 2002年 収得賞金：35億5507万円（2位）
- 2003年 収得賞金：48億82万円（2位）
- 2004年 収得賞金：64億7333万円（1位）
- 2005年 収得賞金：80億2785万円（1位）
- 2006年 収得賞金：83億9835万円（1位）
- 2007年 収得賞金：73億3591万円（1位）
- 2008年 収得賞金：75億7492万円（1位）
- 2009年 収得賞金：73億4152万円（2位）
- 2010年 収得賞金：81億8790万円（2位）
- 2011年 収得賞金：89億9256万円（1位）
- 2012年 収得賞金：91億4741万円（1位）
- 2013年 収得賞金：82億8200万円（1位）
- 2014年 収得賞金：104億1466万円（1位）[4]
- 2015年 収得賞金：124億405万円（1位）[5]
- 2016年 収得賞金：140億8795万円（1位）[6]
- 2017年 収得賞金：145億6076万円（1位）[7]
- 2018年 収得賞金：162億1150万1000円（1位）[8]
- 2019年 収得賞金：169億3611万4000円（1位）
- 2020年 収得賞金：163億3596万6000円（1位）
- 2021年 収得賞金：167億9514万3000円（1位）
- 2022年 収得賞金：159億9321万6000円（1位）[9]
- 2023年 収得賞金：182億680万8000円（1位）
- 2024年 収得賞金：174億1406万8000円（1位）

## 在厩馬
- 約3100頭（2022年4月1日現在）[10]

## 主な生産馬
括弧内はGI（斜字は統一GI、太字は海外GI）の勝ち鞍

### 社台ファーム早来時代の生産馬
- アンバーシャダイ（1977年産：1981年有馬記念、1983年天皇賞（春））
  - 1983年特別賞
- シャダイアイバー（1979年産：1982年優駿牝馬）
- ギャロップダイナ（1980年産：1985年天皇賞（秋）、1986年安田記念）
- シャダイソフィア（1980年産：1983年桜花賞）
- レッツゴーターキン（1987年産：1992年天皇賞（秋））
- サクラバクシンオー（1989年産：1993年・1994年スプリンターズステークス）
  - 1994年最優秀短距離馬
- ベガ（1990年産：1993年桜花賞、優駿牝馬）
  - 1993年最優秀4歳牝馬
- エアグルーヴ（1993年産：1996年優駿牝馬、1997年天皇賞（秋））
  - 1997年最優秀5歳以上牝馬・年度代表馬
- フサイチコンコルド（1993年産：1996年東京優駿）

### ノーザンファーム生産馬
1995年産
- シーヴァ / Shiva（1999年タタソールズゴールドカップ）

1996年産
- アドマイヤベガ（1999年東京優駿）
- トゥザヴィクトリー（2001年エリザベス女王杯）
  - 2001年最優秀4歳以上牝馬

1997年産
- ブランディス（2003年（積雪による延期のため、実施は2004年1月）中山大障害、2004年中山グランドジャンプ）
  - 2004年最優秀障害馬

1998年産
- ジャングルポケット（2001年東京優駿、ジャパンカップ）
  - 2001年最優秀3歳牡馬・年度代表馬
- ビッグテースト（2003年中山グランドジャンプ）
  - 2003年最優秀障害馬

1999年産
- アドマイヤドン（2001年朝日杯フューチュリティステークス、2002年・2003年・2004年JBCクラシック、2003年マイルチャンピオンシップ南部杯、2004年フェブラリーステークス、帝王賞）
  - 2001年最優秀2歳牡馬
  - 2003年NAR特別表彰馬
  - 2003年・2004年最優秀ダートホース・NARダートグレード競走最優秀馬
- アドマイヤマックス（2005年高松宮記念）

2000年産
- アドマイヤグルーヴ（2003年・2004年エリザベス女王杯）
  - 2004年最優秀4歳以上牝馬
- オレハマッテルゼ（2006年高松宮記念）
- ユートピア（2002年全日本2歳優駿、2003年ダービーグランプリ、2004年・2005年マイルチャンピオンシップ南部杯）

2001年産
- カンパニー（2009年天皇賞（秋）、マイルチャンピオンシップ）
  - 2009年特別賞
- キングカメハメハ（2004年NHKマイルカップ、東京優駿）
  - 2004年最優秀3歳牡馬
  - 2010年・2011年リーディングサイアー
  - 2020年〜2022年リーディングBMS
  - 顕彰馬
- デルタブルース（2004年菊花賞、2006年メルボルンカップ）
  - 2004年最優秀父内国産馬
  - 2006年豪最優秀ステイヤー

2002年産
- ヴァーミリアン（2007年・2010年川崎記念、2007年・2008年・2009年JBCクラシック、2007年ジャパンカップダート、東京大賞典、2008年フェブラリーステークス、2009年帝王賞）
  - 2007年最優秀ダートホース・ダートグレード競走最優秀馬・NAR特別表彰馬
- カネヒキリ（2005年ジャパンダートダービー、2005年・2008年ジャパンカップダート、2005年ダービーグランプリ、2006年フェブラリーステークス、2008年東京大賞典、2009年川崎記念）
  - 2005年最優秀ダートホース・ダートグレード競走最優秀馬
  - 2008年最優秀ダートホース・ダートグレード競走特別賞
- シーザリオ（2005年優駿牝馬、アメリカンオークス招待ステークス）
  - 2005年最優秀3歳牝馬・最優秀父内国産馬
- ディープインパクト（2005年牡馬三冠、2006年天皇賞（春）、宝塚記念、ジャパンカップ、有馬記念）
  - 2005年最優秀3歳牡馬・年度代表馬
  - 2006年最優秀4歳以上牡馬・年度代表馬
  - 2012年〜2022年リーディングサイアー
  - 2023年リーディングBMS
  - 顕彰馬
- ラインクラフト（2005年桜花賞、NHKマイルカップ）

2003年産
- アドマイヤジュピタ（2008年天皇賞（春））
- アドマイヤムーン（2007年ドバイデューティフリー、宝塚記念、ジャパンカップ）
  - 2007年最優秀4歳以上牡馬・年度代表馬
- アロンダイト（2006年ジャパンカップダート）
  - 2006年最優秀ダートホース
- フサイチパンドラ（2006年エリザベス女王杯）
- フサイチリシャール（2005年朝日杯フューチュリティステークス）
  - 2005年最優秀2歳牡馬
- ブルーメンブラット（2008年マイルチャンピオンシップ）

2004年産
- ヴィクトリー（2007年皐月賞）
- スリープレスナイト（2008年スプリンターズステークス）
  - 2008年最優秀短距離馬

2005年産
- オウケンブルースリ（2008年菊花賞）
- トールポピー（2007年阪神ジュベナイルフィリーズ、2008年優駿牝馬）
  - 2007年最優秀2歳牝馬
- ブラックエンブレム（2008年秋華賞）

2006年産
- アンライバルド（2009年皐月賞）
- トーセンジョーダン（2011年天皇賞（秋））
- ブエナビスタ（2008年阪神ジュベナイルフィリーズ、2009年桜花賞、優駿牝馬、2010年ヴィクトリアマイル、天皇賞（秋）、2011年ジャパンカップ）
  - 2008年最優秀2歳牝馬
  - 2009年最優秀3歳牝馬
  - 2010年最優秀4歳以上牝馬・年度代表馬
  - 2011年最優秀4歳以上牝馬
- ロジユニヴァース（2009年東京優駿）
  - 2009年最優秀3歳牡馬

2007年産
- アパパネ（2009年阪神ジュベナイルフィリーズ、2010年牝馬三冠、2011年ヴィクトリアマイル）
  - 2009年最優秀2歳牝馬
  - 2010年最優秀3歳牝馬
- ゴルトブリッツ（2012年帝王賞）
- タイセイレジェンド（2012年JBCスプリント）
- ルーラーシップ（2012年クイーンエリザベス2世カップ）
- ローズキングダム（2009年朝日杯フューチュリティステークス、2010年ジャパンカップ）
  - 2009年最優秀2歳牡馬

2008年産
- アヴェンチュラ（2011年秋華賞）
  - 2011年最優秀3歳牝馬
- アドマイヤラクティ（2014年コーフィールドカップ）
- グランプリボス（2010年朝日杯フューチュリティステークス、2011年NHKマイルカップ）
  - 2010年最優秀2歳牡馬
- リアルインパクト（2011年安田記念、2015年ジョージライダーステークス）
- レーヴディソール（2010年阪神ジュベナイルフィリーズ）
  - 2010年最優秀2歳牝馬

2009年産
- アルフレード（2011年朝日杯フューチュリティステークス）
  - 2011年最優秀2歳牡馬
- ヴィルシーナ（2013年・2014年ヴィクトリアマイル）
- カレンブラックヒル（2012年NHKマイルカップ）
- ジェンティルドンナ（2012年牝馬三冠、2012年・2013年ジャパンカップ、2014年ドバイシーマクラシック、有馬記念）
  - 2012年最優秀3歳牝馬・年度代表馬
  - 2013年最優秀4歳以上牝馬
  - 2014年最優秀4歳以上牝馬・年度代表馬
  - 顕彰馬
- ジョワドヴィーヴル（2011年阪神ジュベナイルフィリーズ）
  - 2011年最優秀2歳牝馬

2010年産
- エピファネイア（2013年菊花賞、2014年ジャパンカップ）
- クリソライト（2013年ジャパンダートダービー）
- ラキシス（2014年エリザベス女王杯）
- ラブリーデイ（2015年宝塚記念、天皇賞（秋））
  - 2015年最優秀4歳以上牡馬
- ローブティサージュ（2012年阪神ジュベナイルフィリーズ）
  - 2012年最優秀2歳牝馬

2011年産
- サトノアラジン（2017年安田記念）
- トーセンスターダム（2017年トゥーラックハンデキャップ、エミレーツステークス）
- ハープスター（2014年桜花賞）
  - 2014年最優秀3歳牝馬
- マリアライト（2015年エリザベス女王杯、2016年宝塚記念）
  - 2016年最優秀4歳以上牝馬
- ミッキーアイル（2014年NHKマイルカップ、2016年マイルチャンピオンシップ）
  - 2016年最優秀短距離馬
- ネオリアリズム（2017年クイーンエリザベス2世カップ）

2012年産
- サトノクラウン（2016年香港ヴァーズ、2017年宝塚記念）
- シュヴァルグラン（2017年ジャパンカップ）
- ドゥラメンテ（2015年皐月賞、東京優駿）
  - 2015年最優秀3歳牡馬
- ミッキークイーン（2015年優駿牝馬、秋華賞）
  - 2015年最優秀3歳牝馬
- リアルスティール（2016年ドバイターフ）

2013年産
- アドマイヤリード（2017年ヴィクトリアマイル）
- ヴィブロス（2016年秋華賞、2017年ドバイターフ）
  - 2017年最優秀4歳以上牝馬
- ゴールドドリーム（2017年フェブラリーステークス、チャンピオンズカップ、2018年・2019年かしわ記念、2018年帝王賞）
  - 2017年最優秀ダートホース
- サトノダイヤモンド（2016年菊花賞、有馬記念）
  - 2016年最優秀3歳牡馬
- シンハライト（2016年優駿牝馬）
  - 2016年最優秀3歳牝馬
- マカヒキ（2016年東京優駿）
- ミッキーロケット（2018年宝塚記念）
- メジャーエンブレム（2015年阪神ジュベナイルフィリーズ、2016年NHKマイルカップ）
  - 2015年最優秀2歳牝馬
- リオンディーズ（2015年朝日杯フューチュリティステークス）
  - 2015年最優秀2歳牡馬
- レインボーライン （2018年天皇賞 （春））

2014年産
- アエロリット（2017年NHKマイルカップ）
- アルアイン（2017年皐月賞、2019年大阪杯）
- スワーヴリチャード（2018年大阪杯、2019年ジャパンカップ）
- ディアドラ（2017年秋華賞、2019年ナッソーステークス）
- ヨシダ / Yoshida（2018年オールドフォレスター・ターフクラシックステークス、ウッドワードステークス）
- リスグラシュー（2018年エリザベス女王杯、2019年宝塚記念、コックスプレート、有馬記念）
  - 2018年最優秀4歳以上牝馬
  - 2019年最優秀4歳以上牝馬・年度代表馬
- レイデオロ（2017年東京優駿、2018年天皇賞（秋））
  - 2017年最優秀3歳牡馬
  - 2017年最優秀4歳以上牡馬

2015年産
- アーモンドアイ（2018年牝馬三冠、2018年・2020年ジャパンカップ、2019年ドバイターフ、2019年・2020年天皇賞（秋）、2020年ヴィクトリアマイル）
  - 2018年最優秀3歳牝馬・年度代表馬
  - 2020年最優秀4歳以上牝馬・年度代表馬
  - 顕彰馬
- インディチャンプ（2019年安田記念、マイルチャンピオンシップ）
  - 2019年最優秀短距離馬
- サクソンウォリアー / Saxon Warrior（2017年レーシングポストトロフィー、2018年2000ギニー）
- ステルヴィオ（2018年マイルチャンピオンシップ）
- チュウワウィザード（2019年JBCクラシック、2020年・2022年川崎記念、2020年チャンピオンズカップ）
  - 2020年最優秀ダートホース
- ノームコア（2019年ヴィクトリアマイル、2020年香港カップ）
- フィエールマン（2018年菊花賞、2019年・2020年天皇賞（春））
  - 2020年最優秀4歳以上牡馬
- ブラストワンピース（2018年有馬記念）
  - 2018年最優秀3歳牡馬
- メールドグラース（2019年コーフィールドカップ）
- ラッキーライラック（2017年阪神ジュベナイルフィリーズ、2019年・2020年エリザベス女王杯、2020年大阪杯）
  - 2017年最優秀2歳牝馬
- ワグネリアン（2018年東京優駿）

2016年産
- アドマイヤマーズ（2018年朝日杯フューチュリティステークス、2019年NHKマイルカップ、香港マイル）
  - 2018年最優秀2歳牡馬
- グランアレグリア（2019年桜花賞、2020年安田記念、スプリンターズステークス、2020年・2021年マイルチャンピオンシップ、2021年ヴィクトリアマイル）
  - 2019年最優秀2歳牝馬
  - 2020年・2021年最優秀短距離馬
- クリソベリル（2019年ジャパンダートダービー、チャンピオンズカップ、2020年帝王賞、JBCクラシック）
  - 2019年最優秀ダートホース
  - 2020年NARダートグレード競走特別賞
- クロノジェネシス（2019年秋華賞、2020年・2021年宝塚記念、2020年有馬記念）
  - 2020年特別賞
- サートゥルナーリア（2018年ホープフルステークス、2019年皐月賞）
  - 2019年最優秀3歳牡馬
- ダノンファンタジー（2018年阪神ジュベナイルフィリーズ）
  - 2018年最優秀2歳牝馬
- ノーヴァレンダ（2018年全日本2歳優駿）
- マルシュロレーヌ（2021年ブリーダーズカップ・ディスタフ）
  - 2021年NAR特別表彰馬
- ラヴズオンリーユー（2019年優駿牝馬、2021年クイーンエリザベス2世カップ、ブリーダーズカップ・フィリー&メアターフ、香港カップ）
  - 2021年最優秀4歳以上牝馬・エクリプス賞最優秀芝牝馬
- ワールドプレミア（2019年菊花賞、2021年天皇賞（春））

2017年産
- サリオス（2019年朝日杯フューチュリティステークス）
- ダノンファラオ（2020年ジャパンダートダービー）
- レイパパレ（2021年大阪杯）
- レシステンシア（2019年阪神ジュベナイルフィリーズ）
  - 2019年最優秀2歳牝馬
- ポタジェ（2022年大阪杯）
- ジュンライトボルト（2022年チャンピオンズカップ）[11]
- ライトウォーリア（2024年川崎記念）

2018年産
- アカイトリノムスメ（2021年秋華賞）
- エフフォーリア（2021年皐月賞、天皇賞（秋）、有馬記念）
  - 2021年最優秀3歳牡馬・年度代表馬
- グレナディアガーズ（2020年朝日杯フューチュリティステークス）
- シャフリヤール（2021年東京優駿、2022年ドバイシーマクラシック）
- スノーフォール / Snowfall（2021年オークス、アイリッシュオークス、ヨークシャーオークス）
  - 2021年カルティエ賞最優秀3歳牝馬
- ソダシ（2020年阪神ジュベナイルフィリーズ、2021年桜花賞、2022年ヴィクトリアマイル）
  - 2020年最優秀2歳牝馬
  - 2021年最優秀3歳牝馬
- ダノンザキッド（2020年ホープフルステークス）
  - 2020年最優秀2歳牡馬
- ピクシーナイト（2021年スプリンターズステークス）
- ソングライン（2022年・2023年安田記念、2023年ヴィクトリアマイル）[12]
  - 2023年最優秀4歳以上牝馬・最優秀マイラー
- ジェラルディーナ（2022年エリザベス女王杯）
  - 2022年最優秀4歳以上牝馬

2019年産
- イクイノックス（2022年・2023年天皇賞（秋）、2022年有馬記念、2023年ドバイシーマクラシック、宝塚記念、ジャパンカップ）
  - 2022年最優秀3歳牡馬・年度代表馬
  - 2023年最優秀4歳以上牡馬・年度代表馬・ワールドベストレースホース
- ヴァレーデラルナ（2022年JBCレディスクラシック）[13]
- キラーアビリティ（2021年ホープフルステークス）
- ジオグリフ（2022年皐月賞）
- ジャスティンパレス（2023年天皇賞（春））[14]
- スタニングローズ（2022年秋華賞、2024年エリザベス女王杯）
- ドウデュース（2021年朝日杯フューチュリティステークス、2022年東京優駿、2023年有馬記念、2024年天皇賞（秋）、ジャパンカップ）
  - 2021年最優秀2歳牡馬
- ナミュール（2023年マイルチャンピオンシップ）[15]
- ママコチャ（2023年スプリンターズステークス）[16]
  - 2023年最優秀スプリンター

2020年産
- リバティアイランド（2022年阪神ジュベナイルフィリーズ、2023年牝馬三冠）[17]
  - 2022年最優秀2歳牝馬
  - 2023年最優秀3歳牝馬
- ドゥラエレーデ（2022年ホープフルステークス）[18]
- タスティエーラ（2023年東京優駿、2025年クイーンエリザベス2世カップ）[19]
  - 2023年最優秀3歳牡馬
- ドゥレッツァ（2023年菊花賞）[20]
- ブレイディヴェーグ（2023年エリザベス女王杯）[21]
- コスタノヴァ（2025年フェブラリーステークス）[22]

2021年産
- アスコリピチェーノ（2023年阪神ジュベナイルフィリーズ、2025年ヴィクトリアマイル）[23]
  - 2023年最優秀2歳牝馬
- アマンテビアンコ（2024年羽田盃）[24]
- フォーエバーヤング（2023年全日本2歳優駿、2024年ジャパンダートクラシック、東京大賞典、2025年サウジカップ）
- レガレイラ（2023年ホープフルステークス、2024年有馬記念）
- ステレンボッシュ（2024年桜花賞）
- ジャスティンミラノ（2024年皐月賞）
- チェルヴィニア（2024年優駿牝馬、秋華賞）
- アーバンシック（2024年菊花賞）
- ヘデントール（2025年天皇賞（春））
- ミッキーファイト（2025年帝王賞）

2022年産
- アルマヴェローチェ（2024年阪神ジュベナイルフィリーズ）
- ミリアッドラヴ（2024年全日本2歳優駿）
- クロワデュノール（2024年ホープフルステークス、2025年東京優駿）
- エンブロイダリー（2025年桜花賞）
- ミュージアムマイル（2025年皐月賞）

## 繋養馬
（以下の繋養馬見学は一切禁止している）

### 現在の主な繁殖牝馬
- アーモンドアイ
- アイムユアーズ
- アヴェンチュラ
- アヴェラーレ
- アエロリット
- アドマイヤミヤビ
- アパパネ（アカイトリノムスメの母）
- アゼリ
- アニメイトバイオ（レインボーラインの姉）
- アルビアーノ
- アドマイヤリード
- アンデスクイーン
- イルーシヴウェーヴ
- ヴィータアレグリア
- ヴィブロス
- ヴィルシーナ
- ウリウリ（マカヒキの姉）
- エスメラルディーナ（アリーヴォの母）
- エピセアローム
- エフティマイア
- オウケンビリーヴ
- カヴァートラブ[25]
- クィーンズバーン
- クラーベセクレタ
- グランアレグリア
- グルヴェイグ（アンドヴァラナウトの母）
- クロノジェネシス
- コンドコマンド（コマンドラインの母）
- コントラチェック
- サトノレイナス
- サミター（ダノンチェイサーの母）
- サラキア
- サロミナ（サラキア、サリオスの母）
- サングレアル
- ジェイウォーク
- シェルズレイ（シャイニングレイ、レイパパレの母）
- ジェンティルドンナ（ジェラルディーナの母）
- シーズアタイガー
- シャトーブランシュ（ヴァイスメテオール、イクイノックスの母）
- シュプリームギフト（オールアットワンス、プレサージュリフトの母）
- シユーマ[26]
- ショウリュウムーン（ショウリュウイクゾの母）
- シルヴァースカヤ（シルバーステートの母）
- ジンジャーパンチ（ルージュバック、ポタジェの母）[27]
- シンハライト
- スウィートリーズン
- スターダムバウンド[28]
- ステファニーズキトゥン[29]
- ダイアナブライト
- タッチングスピーチ
- ダストアンドダイヤモンズ（ドウデュースの母）
- チェッキーノ（チェルヴィニアの母）
- デアレガーロ
- ディアチャンス
- ディアンドル
- デグラーティア
- ドナブリーニ（ドナウブルー、ジェンティルドンナの母）
- ドナウブルー（ジェンティルドンナの姉）
- ドバイマジェスティ（アルアイン、シャフリヤールの母）
- ノームコア
- ハープスター
- バウンスシャッセ
- ヒカルアマランサス（ホウオウアマゾンの母）
- ブチコ（ソダシの母）
- ブエナビスタ
- ブラックエンブレム
- ブルーメンブラット
- ポルトフィーノ
- マーゴットディド（ジャスティンミラノの母）
- マリアライト（オーソクレースの母）
- ミッキークイーン
- ムードインディゴ（ユーキャンスマイル、ルビーカサブランカの母）
- メジャーエンブレム
- モシーン（プリモシーンの母）
- ヤンキーローズ（リバティアイランドの母）
- ユキチャン（アマンテビアンコの母）
- ラーゴブルー
- ライラプス
- ラッキーライラック
- ライラックスアンドレース（ラッキーライラックの母）
- ラキシス
- ラヴズオンリーミー（リアルスティール、ラヴズオンリーユーの母）
- ラヴズオンリーユー
- リアアントニア（リアアメリアの母）
- リッスン（タッチングスピーチの母）
- リラヴァティ（シンハライトの姉）
- リリサイド（リスグラシューの母）
- リュヌドール（フィエールマンの母）
- リスグラシュー
- ルージュバック
- レーヴディソール
- レッドクラウディア
- ローズバド（ローズキングダムの母）
- ローブティサージュ

### 過去の主な繁殖牝馬
- アイドルマリー
- アドマイヤグルーヴ（ドゥラメンテの母）
- アンティックヴァリュー（ベガの母）
- アンブロワーズ
- ウインドインハーヘア（ディープインパクトの母、ノーザンホースパークへ移動）
- ウェルシュマフィン（タイキシャトルの母）
- エアグルーヴ（アドマイヤグルーヴ、ルーラーシップの母）
- エアパスカル
- エンゼルカロ
- キョウエイマーチ
- キャサリーンパー（アロンダイト、クリソプレーズの母）
- クリソプレーズ（クリソライト、マリアライト、クリソベリルの母）
- サワーオレンジ（シャダイアイバーの母）
- ジェドゥーザムール
- シャダイターキン（レッツゴーターキンの祖母）
- シラユキヒメ
- シルクプリマドンナ
- シーザリオ（エピファネイア、リオンディーズ、サートゥルナーリアの母）
- スイープトウショウ
- スカーレットレディ（ヴァーミリアンの母）
- スリープレスナイト
- ソニンク（ロジユニヴァースの祖母）
- ダイイチルビー
- ダイナカール（エアグルーヴの母）
- ダイナシュート（アドマイヤマックスの母）
- タピッツフライ（グランアレグリアの母）
- トキオリアリティー（リアルインパクト、ネオリアリズムの母）
- トールポピー
- ビワハイジ（ブエナビスタ、ジョワドヴィーヴルの母）
- ファストフレンド
- ファンシミン（ダイナシュート、ダイナフェアリーの祖母）
- フェアリードール（トゥザヴィクトリー、ビーポジティブ、サイレントディールの母）
- フサイチパンドラ（アーモンドアイの母）
- フサイチエアデール（フサイチリシャールの母）
- ブゼンキャンドル
- フリートーク
- ベガ（アドマイヤベガ、アドマイヤドンの母）
- レディブロンド（ゴルトブリッツの母）
- アドマイヤサンデー（トールポピー、アヴェンチュラの母）
- クレアーブリッジ（サクラチトセオー、サクラキャンドルの祖母）
- グレースアドマイヤ（ヴィクトリーの母）
- ゴールドティアラ（白老ファームへ移動）
- ディアジーナ
- ハッピーパス（コディーノ、チェッキーノの母）
- バレークイーン（フサイチコンコルド、アンライバルドの母）
- ブロードアピール（坂東牧場へ移動、ワグネリアンの祖母）
- マンファス（キングカメハメハの母）
- ロゼカラー（レイクヴィラファームへ移動）
- マルペンサ（サトノダイヤモンドの母）
- レーヴドスカー（レーヴディソールの母）
- ミスアンコール（ワグネリアンの母）
- ブリティッシュイディオム[30]
- ブリリアントベリー（カンパニーの母）
- ウィンター（クールモアスタッドからの預託馬）
- マインディング（クールモアスタッドからの預託馬）
- ハイドレンジア（クールモアスタッドからの預託馬）
- ハッピリー（クールモアスタッドからの預託馬）
- メイビー（サクソンウォリアーの母、クールモアスタッドからの預託馬）
- ロードデンドロン（クールモアスタッドからの預託馬）
- ノーザンドライバー
- クラフティワイフ
- マジックゴディス
- ラスティックベル（フサイチリシャールの祖母、新冠橋本牧場へ移動）
- ベッラレイア
- オーサムフェザー
- マジックタイム
- ディアデラノビア（ディアデラマドレ、ドレッドノータスの母）
- ディアデラマドレ
- トゥザヴィクトリー（トゥザグローリー、トゥザワールド、トーセンビクトリーの母）

## 主な表彰馬
JRA賞年度代表馬、JRA顕彰馬、海外での表彰に選出された馬のみ記載する。
- JRA賞年度代表馬

エアグルーヴ（1997年）、ジャングルポケット（2001年）、ディープインパクト（2005年・2006年）、アドマイヤムーン（2007年）、ブエナビスタ（2010年）、ジェンティルドンナ（2012年・2014年）、アーモンドアイ（2018年・2020年）、リスグラシュー（2019年）、エフフォーリア（2021年）、イクイノックス（2022年・2023年）、ドウデュース（2024年）
- JRA顕彰馬

キングカメハメハ（2024年選出） 、ディープインパクト（2008年選出）  、ジェンティルドンナ（2016年選出）  、アーモンドアイ（2023年選出）  、イクイノックス（2025年選出）
- カルティエ賞

　  スノーフェアリー (2021年最優秀三歳牝馬)
- エクリプス賞

　  ラヴズオンリーユー (2021年最優秀芝牝馬)
- オーストラリア競馬年度表彰

　  デルタブルース (2006年/2007年最優秀ステイヤー)
- ワールドベストレースホース

　  イクイノックス (2023年選出)